# Vernusse
Vernusse település Franciaországban, Allier megyében. Lakosainak száma 150 fő (2022. január 1.). Vernusse Beaune-d’Allier, Blomard, Chirat-l’Église, Louroux-de-Bouble, Target és Lapeyrouse községekkel határos.

## Népesség
A település népessége az elmúlt években az alábbi módon változott:
| Lakosok száma | 231  | 191  | 145  | 162  | 165  | 157  | 153  | 152  | 152  | 150  |
|               | 1968 | 1982 | 1990 | 2006 | 2013 | 2015 | 2017 | 2019 | 2020 | 2022 |